# 荒漠狂蛛
荒漠狂蛛（学名：Zelotes vastus）为平腹蛛科狂蛛属的动物。在中国大陆，分布于新疆等地，一般栖息于荒漠草丛 石隙间。该物种的模式产地在新疆。